# Pseuderanthemum micranthum
Pseuderanthemum micranthum är en akantusväxtart som beskrevs av Emery Clarence Leonard. Pseuderanthemum micranthum ingår i släktet Pseuderanthemum och familjen akantusväxter. Inga underarter finns listade i Catalogue of Life.